# Franz Van Ophem
 (janvier 2019).
Si vous disposez d'ouvrages ou d'articles de référence ou si vous connaissez des sites web de qualité traitant du thème abordé ici, merci de compléter l'article en donnant les références utiles à sa vérifiabilité et en les liant à la section « Notes et références ».

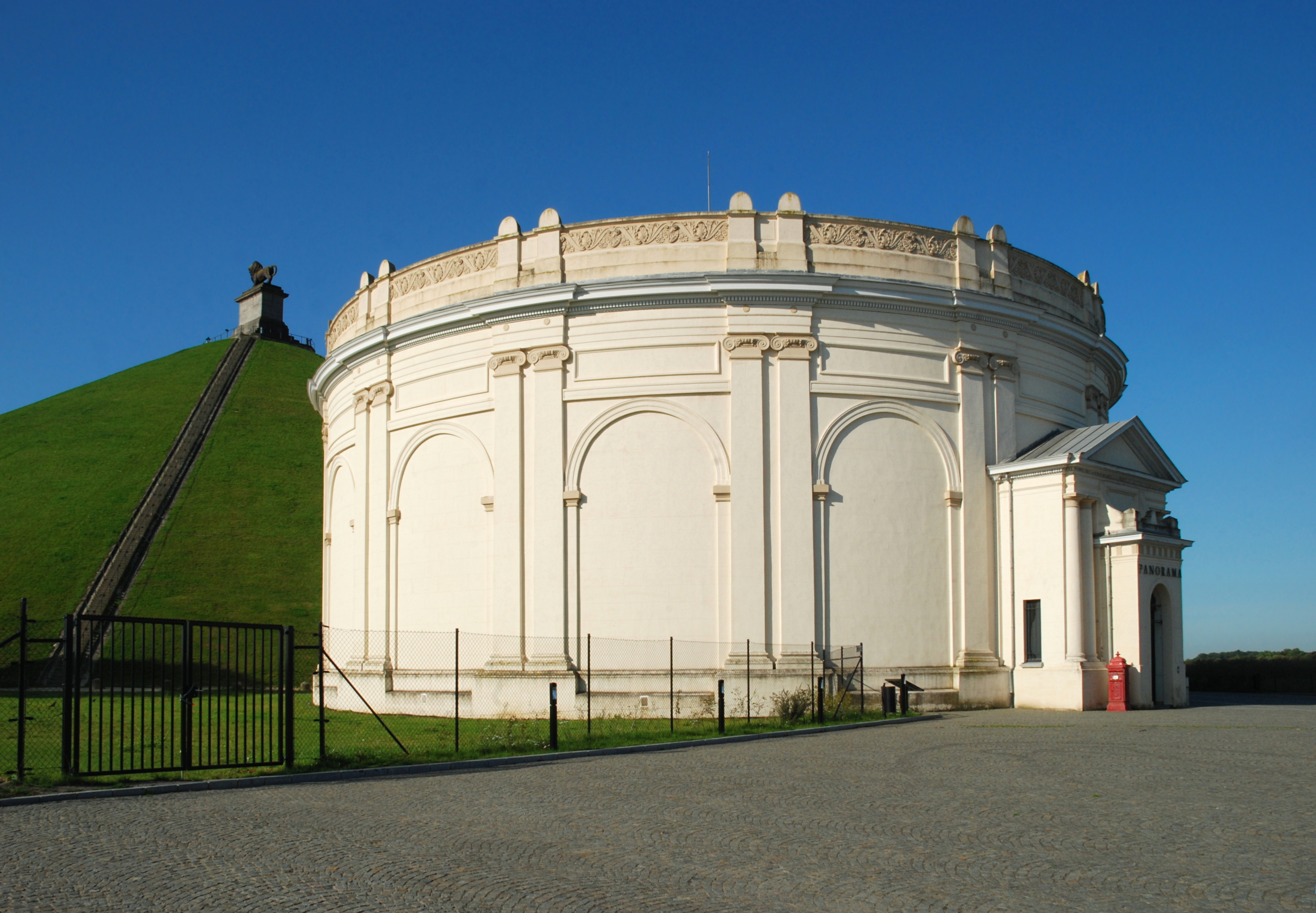
Panorama de la bataille de Waterloo (1911).

Franz Van Ophem est un architecte belge de la Belle Époque.
Il est l'auteur de la rotonde du Panorama de la bataille de Waterloo, de nombreuses maisons à Bruxelles ainsi que de plusieurs pavillons lors de l'Exposition universelle de Bruxelles de 1910.
Lors du décès de l'architecte Jules Barbier créateur de Bruxelles-Kermesse à l'exposition de 1910, il reprit la direction du chantier de Bruxelles-Kermesse.

## Œuvres répertoriées
- 1903 :  Villa du Phare à Duinbergen pour Monsieur Legrand avec des ornements en sgraffito (pavots, 3m06) par Gabriel Van Dievoet ;
- 1903 : Villa des Jonquilles à Duinbergen, pour Monsieur Borremans, avec des ornements en sgraffito (jonquilles, 1,76 m), par Gabriel Van Dievoet ;
- 1908 : Schaerbeek, rue Joseph Coosemans, 27 : maison bourgeoise dans la mouvance de l'Art nouveau pour  M. Louis Derwael négociant en marbre et pierre de construction ;
- 1910 : Pavillon chinois, Exposition Universelle de Bruxelles ;
- 1910 : Pavillon du Brésil. Ce palais avec ses 1500 mètres carrés et son dôme surplombant le sol à 152 mètres, était un des plus impressionnants. De style rococo il fut décoré par le sculpteur français François Cogné ;
- 1910 : Pavillon de la ligue pour attirer les étrangers en Belgique, ce pavillon d'une grande sobriété était destiné à attirer les étrangers et à les inciter à venir s'établir en Belgique ;
- 1910 : continuation des travaux de Bruxelles-Kermesse ;
- 1911 : rotonde du Panorama de la bataille de Waterloo[1].